# 360 f.Kr.

## Händelser

### Efter plats

#### Egypten
- Med hjälp av kung Agasilaios II av Sparta avsätter Nektanebo II Teos och blir själv kung av Egypten. Teos flyr till Susa och sluter fred med perserna. Nektanebo II betalar spartanerna 230 talenter för deras hjälp.

#### Grekland
- Spartas kung Agesilaios II dör i Kyrene i Kyrenaika, på väg hem till Grekland från Egypten. Hans son Arkidamos III efterträder honom som eurypontidisk kung av Sparta.
- Då illyrierna anfaller molossierna, för den molossiske kungen Arymbas sin civilbefolkning i säkerhet annorstädes. När illyrierna sedan är klara med sin plundring är de nedtyngda med byte och kan enkelt besegras av molossierna.

#### Romerska republiken
- Gallerna når återigen Roms stadsportar, men slås tillbaka.

## Födda
- Kallisthenes, grekisk historiker (död 328 f.Kr.)
- Pyrrhon från Elis, grekisk filosof och skeptiker (död omkring 270 f.Kr.)

## Avlidna
- Agesilaios II, kung av Sparta sedan 401 f.Kr. (född 444 f.Kr.)